# 808-й штурмовой авиационный полк
808-й штурмовой авиационный полк — воинская часть вооружённых сил СССР в Великой Отечественной войне.

## История
В составе действующей армии во время ВОВ c 11 июля 1942 по 22 августа 1942 года, c 28 октября 1942 по 23 марта 1943 года.
На вооружении имел самолёты Ил-2.
С мая 1942 года кратковременно входил в первоначальный состав 228-й штурмовой авиационной дивизии.
Входил в состав 267-й штурмовой авиационной дивизии.
В тяжёлые дни оборонительной операции под Сталинградом полк понёс огромные потери. Многие экипажи не возвращались с заданий. В середине августа 1942 года полк остался без самолётов.
808-й штурмовой авиационный полк 1 мая 1943 года за образцовое выполнение заданий командования и проявленные при этом мужество и героизм Приказом НКО СССР переименован в 93-й гвардейский штурмовой авиационный полк.

## В действующей армии
В составе действующей армии полк находился:
- с 11 июля 1942 года по 22 августа 1942 года;
- с 28 октября 1942 года по 23 марта 1943 года.

### Боевые эпизоды в военных мемуарах
После 24 ноября погода немного улучшилась, небо посветлело...
Однажды разведка донесла, что на аэродром в районе населённого пункта Питомник (северо-западнее Сталинграда) приземлилась большая группа транспортных самолётов противника.

На выполнение боевого задания готовилась сборная группа из двух полков. От нашего полка должны были лететь мой командир звена и я...
— Гареев М.Г. Штурмовики идут на цель. — Уфа: Башкирское кн. изд-во, 1977. — 336 с. — 15 000 экз.

С 12 по 15 декабря шёл густой снегопад, авиация не могла подняться в небо. Но вот наконец погода улучшилась, и мы получили возможность помочь нашим наземным войскам, которым в эти дни было очень тяжело. Штурмовая и бомбардировочная авиация работала с большим подъёмом. Лётчики по нескольку раз в день вылетали бомбить войска Манштейна.
...Под крыльями самолётов — бескрайняя белая степь. Ползут на восток танковые колонны врага. На белом снегу они видны довольно чётко, хотя и выкрашены в белый цвет.
Вражеских истребителей не видно. Наше господство в воздухе становится все более очевидным, и мы, штурмовики, чувствуем себя более уверенно.
Я спокойно наблюдаю и вижу, как движутся вражеские колонны, различаю танки, автомашины, артиллерийские орудия. Сейчас бы в самый раз ударить по ним.
Самолёт ведущего ныряет вниз. За ним устремляются и другие машины. Мы стреляем из пушек и пулемётов, реактивных установок, сбрасываем бомбы. Один заход, другой, третий! На белом снегу вспыхивают новые и новые костры.
Отбомбившись и отштурмовав, мы уходим на свой аэродром. Потерь нет. А навстречу нам идут всё новые и новые группы краснозвёздных самолётов. Они довершают то, что начали мы.
Так продолжалось несколько дней. Успехи были очевидными — мы меняли высоту, больше маневрировали, отходили от старых шаблонов.
Авиация активно участвовала в организации воздушной блокады окружённого под Сталинградом противника. Истребители уничтожали вражеские самолёты в небе, штурмовики — на аэродромах. И те и другие действовали как в районе окружения, так и за внешним фронтом, где располагались гитлеровские аэродромы, с которых поднимались транспортные самолёты.
В эти горячие дни мы научились не только штурмовать и бомбить наземные цели, но и сражаться с фашистскими самолётами. Наши Ил-2 успешно справлялись с транспортной авиацией противника. Подойдёт, бывало, штурмовик вплотную, ударит из всех пушек и пулемётов сразу — и огромный самолёт камнем падает на землю.
Особенно хорошо загорались транспортные машины от наших реактивных снарядов...
...Находим фашистскую артиллерийскую батарею, ещё раз визуально проверяем и убеждаемся, что это действительно не наша, и начинаем бомбить и штурмовать. От батареи остаются одни искорёженные куски металла.

В этих боях я прошёл хорошую школу: бомбил аэродромы врага, штурмовал колонны танков, уничтожал артиллерийские и миномётные батареи противника. — Военная литература. Мемуары. Гареев М.Г. Штурмовики идут на цель

## Участие в операциях и битвах
- Воронежско-Ворошиловградская операция — с 28 июня 1942 года по 5 июля 1942 года.
- Сталинградская битва - с 19 ноября 1942 года по 2 февраля 1943 года.
- Среднедонская операция - с 16 декабря 1942 года по 30 декабря 1943 года.
- Ворошиловградская операция «Скачок» - с 29 января 1943 года по 18 февраля 1943 года.

## Командиры полка
- майор Иван Тимофеевич Красночубенко — 1942 — 194?
- подполковник Константин Мефодьевич Шумский — 194? — 05.1945

## Отличившиеся воины полка
- Абдиров Нуркен Абдирович, сержант, пилот 808-го штурмового авиационного полка 267-й штурмовой авиационной дивизии 1-го смешанного авиакорпуса 17-й воздушной армии Юго-Западного фронта Указом Президиума Верховного Совета СССР от 31 марта 1943 года за исключительный героизм и самопожертвование во имя Родины удостоен звания Герой Советского Союза. Посмертно.
- Алексеев, Борис Павлович, младший лейтенант,  заместитель командира эскадрильи 808-го штурмового авиационного полка 267-й штурмовой авиационной дивизии 1-го смешанного авиационного корпуса 17-й воздушной армии Юго-Западного фронта 31 марта 1943 года Указом Президиума Верховного Совета СССР за образцовое выполнение боевых заданий командования на фронте борьбы с немецкими захватчиками и проявленные при этом отвагу и геройство удостоен звания Герой Советского Союза. Посмертно.